# Edithburgh
Edithburgh ist eine kleine Küstenstadt am südöstlichen Ende der Yorke-Halbinsel (englisch Yorke Peninsula) im australischen Bundesstaat South Australia. Im Jahr 2021 lebten dort 497 Einwohner.
Die Stadt liegt etwa 70 Kilometer westlich von Adelaide, ist aber durch den Gulf Saint Vincent abgeschnitten, weshalb die Entfernung mit dem Auto 226 Kilometer beträgt. 
Edithburgh hat eine Seebrücke, wie viele andere Orte auch auf der Yorke Peninsula, die heute hauptsächlich zum Angeln genutzt wird. Ursprünglich wurde die Seebrücke zum Verladen von Getreide, das auf der ganzen Halbinsel angebaut wird, und zum Entladen von Gütern, welche die Stadt benötigte, genutzt. Einige Krabben- und Fischerboote sind heute dort noch stationiert.
Südwestlich der Stadt befindet sich die im April 2005 eröffnete Wattle Point Wind Farm, mit 55 Windkrafträdern.